# Gandia
Gandia este un oraș și municipiu în Comunitatea Valenciană, estul Spaniei pe Mediterană. Gandia este situat pe Costa del Azahar, 65 km (40 mile) la sud de Valencia și 96 km (60 km) la nord de Alicante.
A fost un centru cultural și comercial important în secolele XV și XVI: în sexolul XV s-a înființat o universitate. Acesta a fost casă mai multor poeți importanți, inclusiv Ausiàs March și novelistul Joanot Martorell, dar acest oraș este, probabil, cel mai bine cunoscut datorită Familiei Borja sau Borgia, prin titlul lor de familie, duce de Gandia.

## Atracții principale
- Basilica Colegială
- Palatul Ducal
- Conventul Sfintei Clara a Gandiei
- Muzeul de arheologie
- Mănăstirea Sfântul Jeroni de Cotalba
- Traseul Borgia
- Ruta mănăstirilor din Valencia

## Turism
Cu plajele sale lungi, largi, cu nisip auriu, Gandia este unul dintre cele mai importante destinații turistice din Spania. Pentru cultură, există concursuri literare, Universitatea de vară (Universitat d'Estiu), Festivalul Internațional de Muzică Clasică și expoziții de artă, sporturi acvatice, golf, tenis și drumeții. 

## Orașe înfrățite
- Laval, Franța.
- Vive Gandia - Evenimente și Director servicii Arhivat în 10 aprilie 2018, la Wayback Machine.

1. ↑   https://www.vilaweb.cat/noticies/jose-manuel-prieto-assumeix-la-batllia-de-gandia/ Lipsește sau este vid: |title= (ajutor)